# フロリス5世 (ホラント伯)

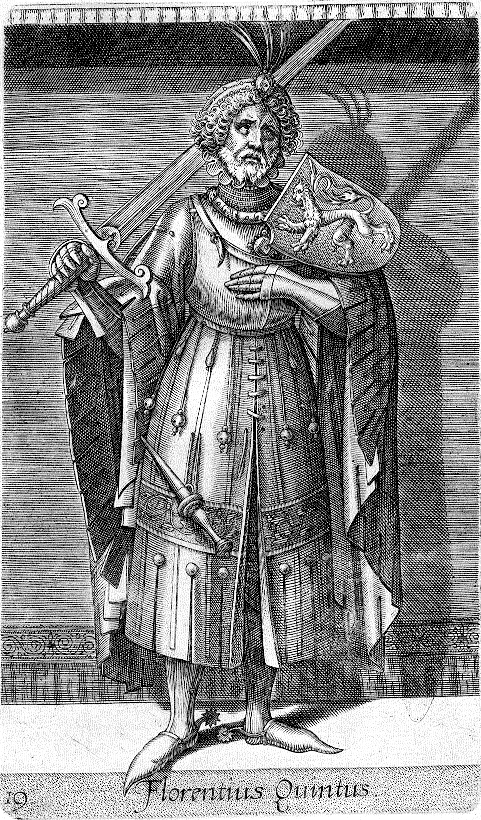
16世紀に描かれたフロリス5世

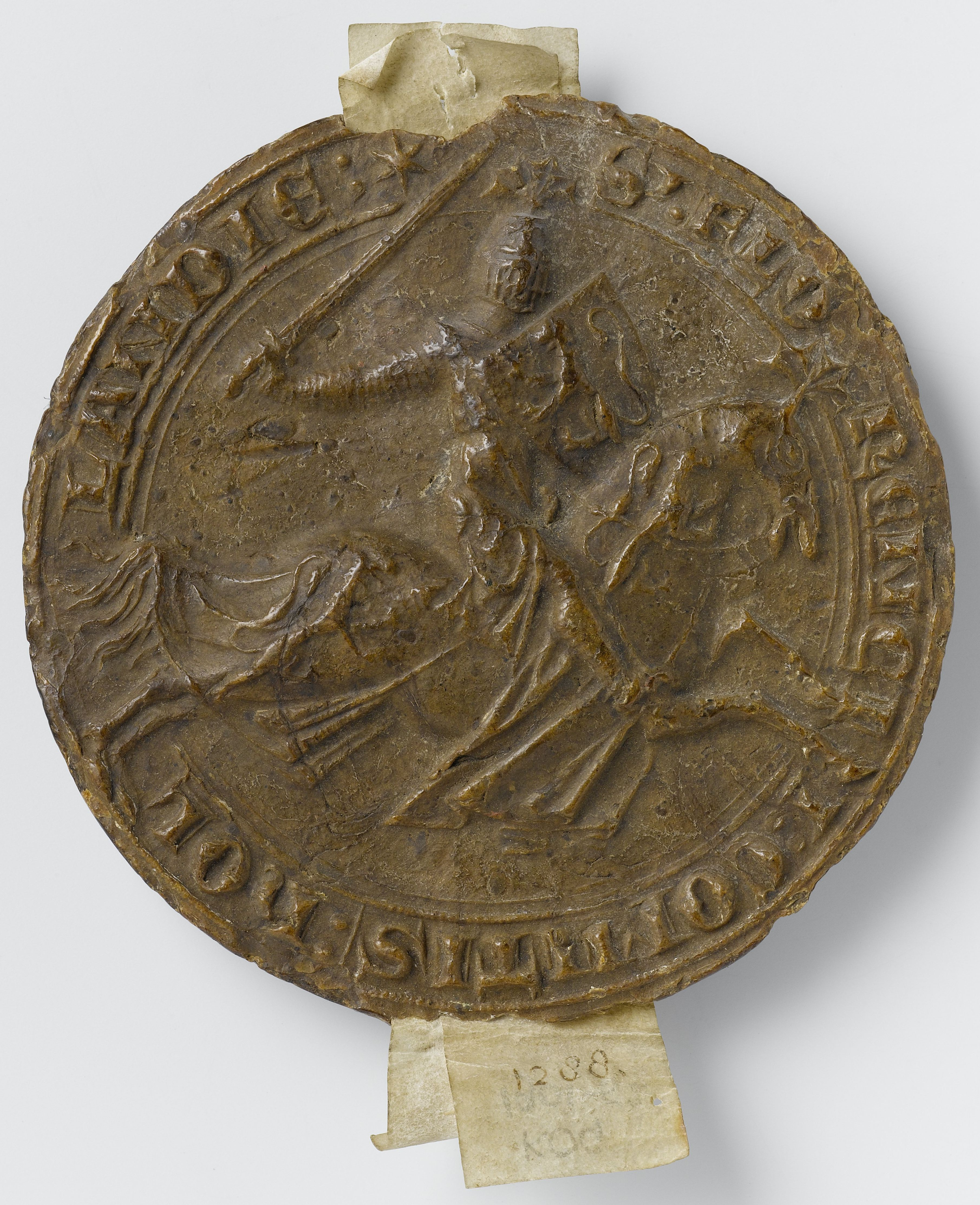
フロリス5世のシール

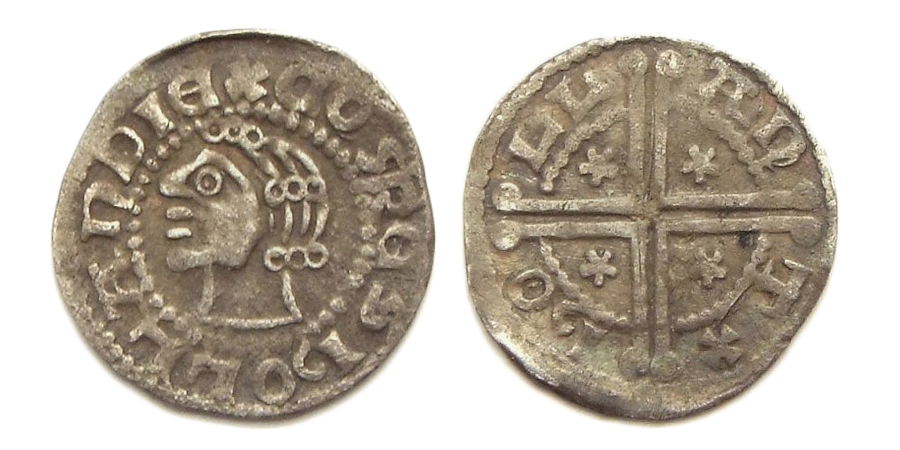
フロリス5世の肖像が刻まれたコイン

フロリス5世（Floris V, 1254年6月24日 - 1296年6月27日）は、ホラント伯およびぜーラント伯（在位：1256年 - 1296年）。その生涯は、年代記作者メリス・ストークの『Rijmkroniek』に詳細に記されている。治世の大半は平和的で、行政の近代化、貿易に有益な政策、および貴族の負担により農民の利益のための施策が行われ、海から土地を守ったことで知られている。イングランド王エドワード1世とフランドル伯ギーにより企てられた暗殺により、フロリス5世はオランダの英雄に祭り上げられた。

## 生涯

### 生い立ち
フロリス5世はローマ王・ホラント伯ウィレム2世とエリーザベト・フォン・ブラウンシュヴァイク＝リューネブルクの息子である。父ウィレム2世は、フロリスがわずか2歳であった1256年にフリース人に殺害された。フロリスの後見は、最初は叔父フロリス（1256年 - 1258年）、次に叔母アレイド（1258年 - 1263年、エノー伯ジャン1世妃）に委ねられた。ホラント伯領の後見をめぐる戦いは、1263年1月22日のライメルスワールの戦いで終結し、ゲルデルン伯オットー2世がアレイドを破り、アレイドに反対する貴族たちにより摂政に選ばれた。
オットー2世は、フロリス5世が12歳（1266年）になりオランダ自身を統治できるまで後見人を務めた。フロリスの母エリーザベトは、夫が1256年に亡くなった後もホラントに住み続けた。エリーザベトは1266年5月27日に亡くなり、マイデルベルグの修道院教会に埋葬された。母の死は、1266年7月10日にフロリス5世が後見人なしで統治できる年齢に達したと宣言される直前のことであった。

### 親政
フロリスは、ダンピエール家のフランドル伯の大敵であったアヴェーヌ家のエノー伯の支援を受けた。一方で1269/71年にフランドル伯ギー・ド・ダンピエールの娘ベアトリスと結婚した。
1272年にフロリスは父親の遺体を回収するためフリース人を攻撃したが、この争いはハイローの戦いで終結した。1274年、ハイスブレヒト4世・ファン・アムステル、ズヴェーダー・ファン・アップカウデ、アーナウド・ファン・アムステル、および隣接するユトレヒト司教区（アムステルダム、アップカウデ、エイセルスタインおよびウールデン）との境界に領地を有していたヘルマン6世・ファン・ウールデンに率いられた貴族による蜂起に直面した。ハイスブレヒト4世とヘルマン6世は、ユトレヒトの職人、ケネメルラント（アルクマール、ハールレムおよびその周辺）、ワーテルラント（アムステルダムの北）およびアムステルラント（アムステルダムとその周辺）の農民、および西フリース人の支持を得た。フロリスは職人たちと協定を結ぶことによって、弱力なユトレヒト司教ヤン1世・ファン・ナッサウを支援した。ヤン1世はホラントの支援に依存するようになり、最終的に1279年に反抗的な領主の領地をホラントに与えた。フロリスはケネメルラントの農民に特権を与えた。ケネメルラントは砂丘地帯であり、農民は干拓地の農民よりもはるかに少ない権利しか持っていなかった。フロリスはアヴェーヌ家の影響から脱却し、ダンピエール家側に従うようになった。
1282年、フロリスは再び北のフリース人を攻撃し、フローネンの戦いで勝利し、父親の遺体を回収することに成功した。そして1287年から1288年にかけての遠征の後についにフリース人を破った。その間、フロリスは1287年にローマ王ルドルフ1世からの融資として、ゼーラント・ベヴェステンスヘルデ（スヘルデ川へのアクセスを管理する地域）を受け取っていたが、在地貴族は1290年に侵攻したフランドル伯の側についた。フロリスはフランドル伯ギーとの会談を手配したが、ビールヴリートで捕虜になり、この地に対する権利を放棄せざるを得なくなり、そして解放された。
フロリスはすぐに戦争を再開しようと考えたが、イングランド王エドワード1世は羊毛やその他のイングランドの品物の取引のために大河へのアクセスに関心を持っていたため、フロリスにフランドルとの対立をやめるよう説得した。1292年にフロリスがスコットランド王位を主張したときには（曽祖母エイダはスコットランド王ウィリアム1世の姉妹であった）エドワード1世から支援を受けられなかったが、今回はフランドルとの争いにおいてイングランドからの支援を得ることができた。

### 捕虜と死
エドワード1世がフランスに対するフランドルの支援を得るために、ホラントのドルトレヒトからブラバントのメヘレンに羊毛の貿易を移した後、フロリスは1296年にフランス側に寝返った。エドワード1世はホラントとイングランドのすべての貿易を禁止し、フランドル伯ギーと共謀してフロリスを誘拐しフランスに連れて行った。この陰謀にはハイスブレヒト4世・ファン・アムステルおよびヘルマン6世・ファン・ウールデンも加わった。ヘラルト・ファン・フェルゼンと共に、ハイスブレヒト4世らは狩猟中にフロリスを捕らえ、ムイデン城に連れて行った。フロリスが捕らえられた知らせはすぐに広まったため、4日後にハイスブレヒト4世らは捕らえたフロリスと一緒に城を出て、より安全な場所に向かったが、一行は地元の農民の暴徒によって止められた。パニックに陥ったヘラルト・ファン・フェルゼンはフロリスを殺害し、ハイスブレヒト4世らは逃亡した。ヘラルト・ファン・フェルゼンは後に捕らえられ、ライデンで殺された。他の共謀者はブラバン、フランドル、そしておそらくホラントから多くの入植者や十字軍が移住したプロイセンに逃亡した。

## 死後
フロリス5世の生涯と死は、オランダの歌、演劇および書籍に影響を与えた。最もよく知られているのは、17世紀の劇作家であり詩人でもあるヨースト・ファン・デン・フォンデルによる戯曲『Gijsbrecht van Aemstel』で、フロリス5世の死後数日間のアムステルダムの略奪について書かれている。
「農民の神」というあだ名は、フロリスの死後につけられたもので、もともとは侮辱するためのものであった。フロリスは「まるで農民と一緒に善良な主であるかのように」振る舞ったため、その名で呼ばれるようになった。フロリスは教会の許可なく40人の農民を聖ヤコブ騎士団の騎士とし、教会とその騎士団の12人の貴族のメンバーの怒りを招いた。この話には、フロリスが妻をレイプしたため、ヘラルト・ファン・フェルゼンが陰謀に参加したとする話と同様、歴史的根拠はない。確かなことは、ただ確かなことは、フロリスがオランダの農民により聖人として記憶されていたこと、そして「農民の神」が八十年戦争（1568年から1648年）におけるスペインからの独立のための戦いにおいて象徴的な英雄となったことである。

## 子女
1269/71年にフランドル伯ギー・ド・ダンピエールの娘ベアトリスと結婚した。2人の間には以下の子女が生まれた。
- ヤン1世（1284年 - 1299年） - ホラント伯。イングランド王エドワード1世の娘エリザベスと結婚[2]。
- マルガレータ - 1281年にイングランド王エドワード1世の息子チェスター伯アルフォンソ（1273年 - 1284年）と婚約[2]

また、以下の庶子がいた。
- ヴィッテ・ファン・ヘームステーデ（1281年頃 - 1321年） - アンナ・ファン・フースデン（ヤン・ファン・フースデンの娘）の息子。アフネス・ファン・デル・スルイスと結婚。
- カタリナ・ファン・ホラント（1280年頃 - 1328年8月12日以降） - ズヴェーダー・ファン・モントフォールトと結婚